# Plaza de Nariño (Pasto)
La Plaza de Nariño es el punto de referencia central en la ciudad de Pasto, ahí se encontraba el reconocido monumento a Antonio Nariño, razón por la cual se le atribuyó su nombre. El monumento fue derribado el 1 de mayo de 2021 en protestas en contra de la reforma tributaria propuesta por Iván Duque. Desde su centro se despliegan las calles principales y las obras que se destacan en el corazón de la ciudad.

## Historia
La Plaza de Nariño anteriormente conocida como la Plaza de la Constitución es el corazón de la ciudad, ahí ocurrieron hechos de gran importancia en la historia de Pasto, entre ellos las principales festividades tanto católicas como sociales. 
La ubicación céntrica fue estratégica, a su alrededor está ubicada la iglesia matriz de Pasto, Templo de San Juan Bautista, y en aquel entonces junto a la plaza se encontraba la oficina del cabildo, hoy en día la Gobernación de Nariño. 
La plaza ha sido remodelada en diferentes ocasiones; su más significativo cambio fue la instalación del monumento de Antonio Nariño y su nuevo nombre como Plaza de Nariño, en honor a la independencia de Colombia, en su centenario de celebración.